# Казанцев, Александр Васильевич
Алекса́ндр Васильевич Казанцев (1929—2017) — советский и казахстанский химик-органик, организатор советской и казахстанской науки, профессор Карагандинского университета.

## Биография
Родился 24 сентября 1929 года в селе Белово Маслянинского района, Новосибирской области. В 1932 году вместе с родителями переехал в город Черепаново.
В 1943 году окончил 7 классов и поступил в Ленинградский техникум точной механики и оптики. В 1944 году по семейным обстоятельствам оставил техникум и устроился на работу в мелькомбинат. В 1945 году поступил в лётную школу города Новосибирска, а в 1946 году в Сталинградское авиаучилище летчиков (Толмачёво).
В 1947 году по состоянию здоровья оставил училище и поступил на работу на станцию Черепаново, где проработал в различных должностях (списчиком вагонов, конторщиком, оператором, дежурным по станции и др.) до 1952 года. За время работы дежурным по станции установил ряд рекордов по скоростной обработке поездов, в результате стахановской деятельности подорвал здоровье и в 1952 году получил инвалидность 2-й группы, не совместимую с занимаемой должностью. В связи с инвалидностью был переведён на должность весовщика, не связанную с движением поездов. В 1952 году в связи с обострением болезни оставил работу и находился на пенсии до 1955 года.
В 1954 году поступил в вечернюю школу № 9 города Сарани, в 1955 году окончил её с похвальным листом и поступил в Карагандинский педагогический институт, который окончил в 1960 году.
С 1961 года — там же аспирант, доцент, старший научный сотрудник кафедры химии (в 1972 году Карагандинский педагогический институт реорганизован в университет — КарГУ).
С 1972 года — доцент, в 1979—1993 — заведующий кафедрой органической химии КарГУ, с 1993 — профессор кафедры.
Кандидатская диссертация — «Реакции С-металлических производных баренов и необаренов с органическими соединениями» (1966, защищена в Московском институте элементоорганических соединений АН СССР).
Докторская диссертация: Синтез и исследование органических и элементоорганических производных карборанов: 02.00.08. — Караганда, 1979. — 367 с. : ил. (защищена в 1980 г.).
В 1982 г. утверждён в учёном звании профессора.
Участник международных конференций по химии в Алматы, Ташкенте, Новосибирске, странах дальнего зарубежья
Автор пионерских работ по синтезу С-металлических производных карборанов и исследованию их реакций с разнообразными органическими, элементо-органическими и неорганическими соединениями, изучению литий-, натрий- и магнийаллилкарборанов, карборанилзамещенных оксиранов, тииранов, нитроалканов, нитроновых кислот и их эфиров, пиранов и пирилиевых солей, карбонильных, гетероциклических, фосфорорганических и других элементоорганических соединений.
Автор учебных пособий:
- Казанцев А. В. Органическая химия магния: учеб. пособие / А. В. Казанцев, Э. Г. Перевалова. — М.: Изд-во МГУ, 1988.
- Казанцев А. В. Номенклатура органических соединений: учеб. пособие. — Оренбург: Изд-во ОТУ, 2000.

Списки публикаций:
- https://scholar.google.com/scholar?q=author:%22а%20в%20казанцев%22%20OR%20author:%22a%20v%20kazantsev%22
- http://www.mathnet.ru/rus/person108821
- http://kurs.znate.ru/docs/index-133543.html?page=12
- http://www.libed.ru/knigi-nauka/456847-3-ministerstvo-obrazovaniya-nauki-respubliki-kazahstan-karagandinskiy-gosudarstvenniy-universitet-eabuketova-nauchn.php

## Награды и премии
- Орден Курмет (2005) — За добросовестный долголетний труд.
- Четыре медали
- нагрудный знак «Почётный работник образования РК»